# バカなフリして聞いてみた
『ホントに知りたいアノ質問 バカなフリして聞いてみた』（ホントにしりたいアノしつもん バカなフリしてきいてみた）は、日本テレビで2011年2月12日13:30 - 14:30に『サタデーバリューフィーバー』内で放送されたバラエティ番組。
2011年4月19日から9月13日までは毎週火曜日の23:58 - 翌0:29（JST、特別編成等で遅延の場合もあり）に放送された。略称は『バカフリ』。

## 内容
視聴者に代わって、常識人なら聞けないような下世話な質問をバカなフリをして単刀直入に専門家に聞く。

## 出演者

### 司会
- 中山秀征
- 小熊美香（日本テレビアナウンサー）[2]

### 準レギュラー
- 有吉弘行
- 磯山さやか
- ウド鈴木
- カンニング竹山
- 木村好珠
- クリス松村
- 小森純
- 佐藤かよ
- 鈴木拓（ドランクドラゴン）
- ダイアモンド☆ユカイ
- 高橋茂雄（サバンナ）
- 武田修宏
- 田中卓志（アンガールズ）
- 土田晃之
- 堤下敦（インパルス）
- 菜々緒
- 松木安太郎
- 元木大介
- 山里亮太（南海キャンディーズ）
- 優木まおみ
- よゐこ（濱口優・有野晋哉）
- 吉木りさ
- 吉村崇（平成ノブシコブシ）
- ロッチ（コカドケンタロウ・中岡創一）

### 質問読み上げ
- 具志堅用高

## ネット局
| 放送対象地域   | 放送局                                               | 系列                                           | 放送曜日・時間     |
| -------------- | ---------------------------------------------------- | ---------------------------------------------- | ------------------ |
| 関東広域圏     | 日本テレビ（NTV） 『バカなフリして聞いてみた』制作局 | 日本テレビ系列                                 | 火曜23:58 - 翌0:29 |
| 北海道         | 札幌テレビ（STV）                                    | 日本テレビ系列                                 | 火曜23:58 - 翌0:29 |
| 青森県         | 青森放送（RAB）                                      | 日本テレビ系列                                 | 火曜23:58 - 翌0:29 |
| 岩手県         | テレビ岩手（TVI）                                    | 日本テレビ系列                                 | 火曜23:58 - 翌0:29 |
| 宮城県         | ミヤギテレビ（MMT）                                  | 日本テレビ系列                                 | 火曜23:58 - 翌0:29 |
| 秋田県         | 秋田放送（ABS）                                      | 日本テレビ系列                                 | 火曜23:58 - 翌0:29 |
| 山形県         | 山形放送（YBC）                                      | 日本テレビ系列                                 | 火曜23:58 - 翌0:29 |
| 福島県         | 福島中央テレビ（FCT）                                | 日本テレビ系列                                 | 火曜23:58 - 翌0:29 |
| 山梨県         | 山梨放送（YBS）                                      | 日本テレビ系列                                 | 火曜23:58 - 翌0:29 |
| 新潟県         | テレビ新潟（TeNY）                                   | 日本テレビ系列                                 | 火曜23:58 - 翌0:29 |
| 長野県         | テレビ信州（TSB）                                    | 日本テレビ系列                                 | 火曜23:58 - 翌0:29 |
| 静岡県         | 静岡第一テレビ（SDT）                                | 日本テレビ系列                                 | 火曜23:58 - 翌0:29 |
| 富山県         | 北日本放送（KNB）                                    | 日本テレビ系列                                 | 火曜23:58 - 翌0:29 |
| 石川県         | テレビ金沢（KTK）                                    | 日本テレビ系列                                 | 火曜23:58 - 翌0:29 |
| 福井県         | 福井放送（FBC）                                      | 日本テレビ系列／テレビ朝日系列                 | 火曜23:58 - 翌0:29 |
| 中京広域圏     | 中京テレビ（CTV）                                    | 日本テレビ系列                                 | 火曜23:58 - 翌0:29 |
| 近畿広域圏     | 読売テレビ（ytv）                                    | 日本テレビ系列                                 | 火曜23:58 - 翌0:29 |
| 鳥取県・島根県 | 日本海テレビ（NKT）                                  | 日本テレビ系列                                 | 火曜23:58 - 翌0:29 |
| 広島県         | 広島テレビ（HTV）                                    | 日本テレビ系列                                 | 火曜23:58 - 翌0:29 |
| 山口県         | 山口放送（KRY）                                      | 日本テレビ系列                                 | 火曜23:58 - 翌0:29 |
| 徳島県         | 四国放送（JRT）                                      | 日本テレビ系列                                 | 火曜23:58 - 翌0:29 |
| 香川県・岡山県 | 西日本放送（RNC）                                    | 日本テレビ系列                                 | 火曜23:58 - 翌0:29 |
| 愛媛県         | 南海放送（RNB）                                      | 日本テレビ系列                                 | 火曜23:58 - 翌0:29 |
| 高知県         | 高知放送（RKC）                                      | 日本テレビ系列                                 | 火曜23:58 - 翌0:29 |
| 福岡県         | 福岡放送（FBS）                                      | 日本テレビ系列                                 | 火曜23:58 - 翌0:29 |
| 長崎県         | 長崎国際テレビ（NIB）                                | 日本テレビ系列                                 | 火曜23:58 - 翌0:29 |
| 熊本県         | くまもと県民テレビ（KKT）                            | 日本テレビ系列                                 | 火曜23:58 - 翌0:29 |
| 大分県         | テレビ大分（TOS）                                    | 日本テレビ系列／フジテレビ系列                 | 火曜23:58 - 翌0:29 |
| 宮崎県         | テレビ宮崎（UMK）                                    | フジテレビ系列／日本テレビ系列／テレビ朝日系列 | 火曜23:58 - 翌0:29 |
| 鹿児島県       | 鹿児島読売テレビ（KYT）                              | 日本テレビ系列                                 | 火曜23:58 - 翌0:29 |

## スタッフ
- 企画・演出：安島隆
- ナレーター：武田広、具志堅用高
- 構成：アリエシュンスケ、藤谷弥生、林田晋一、若井優介
- TM：江村多加司
- SW：小林宏義
- CAM：水梨潤
- AUD：木本文子
- 照明：小川勉
- VE：小澤郁彌、田口徹
- ロケ撮影：竺原功二（Can）
- 美術プロデューサー：松崎純一
- 美術：上條宏美
- 美術デザイン：熊崎真知子
- 音効：小田切暁（ふなや）
- TK：長坂真由美
- デスク：櫛山照美
- リサーチ：フォーミュレーション
- CG：アイヴリックスタジオ
- 編集：加納敏行、佐藤貴之
- MA：安藤隆司
- 協力：NiTRO、日テレアート、読売映像
- 編成：吉無田剛、高谷和男
- 営業：川北愛子
- 宣伝：満松隆一郎
- AP：平野綾音
- 制作進行：鈴木麻美
- ディレクター：岩本雅直、三好剛、甲斐康道、武石政人、千頭浩隆、石森一彰、佐々木英敏、上田崇博、栗原通明
- プロデューサー：吉田和生、小塩佳宏、錦信次、金沢紀子
- チーフプロデューサー：松崎聡男
- 制作協力：SION、IVSテレビ
- 製作著作：日本テレビ

### 過去のスタッフ
- 編成：鯉渕友康
- 営業：中西紅美